# Piper PA-6
El Piper PA-6 Sky Sedan fue un avión ligero estadounidense de cuatro asientos de la década de 1940, diseñado y construido en forma de prototipo por la estadounidense Piper Aircraft en su fábrica de Lock Haven, Pensilvania. 

## Desarrollo
Hacia finales de 1944, Piper anunció una serie de modelos de aviones que pretendía construir después de la Segunda Guerra Mundial. Uno de ellos fue el PWA-6 Sky Sedan (Post War Airplane 6, Avión de Posguerra 6). En 1945 se construyó un prototipo como desarrollo del fallido entrenador biplaza PT-1 de Piper. Su fuselaje poseía una estructura metálica recubierta de tela con una cabina de cuatro asientos. Era un monoplano en voladizo de ala baja con una unidad de cola convencional y un tren de aterrizaje retráctil con rueda de cola. Originalmente iba a estar propulsado por un motor Franklin de 140 hp, pero llevaba un motor Continental E-165 de 165 hp. Cuando voló por primera vez, la designación se había cambiado a PA-6. Un segundo avión fue construido en 1947, se diferenciaba por tener una construcción totalmente metálica, un motor Continental E-185 de 205 hp y parabrisas de una sola pieza. Ninguna de las versiones se puso en producción en un momento en el que estaba terminando un breve auge de la aviación general de posguerra.

## Especificaciones
Referencia datos: Jane's all the World's Aircraft 1947

### Características generales
- Tripulación: Uno (piloto)
- Capacidad: Tres pasajeros
- Longitud: 7,9 m (26 ft)
- Envergadura: 10,6 m (34,6 ft)
- Altura: 2,1 m (7 ft)
- Perfil alar: USA 35B modificado
- Peso vacío: 617 kg (1359,9 lb)
- Peso cargado: 1089 kg (2400,2 lb)
- Planta motriz: 1× motor bóxer de 6 cilindros refrigerado por aire Continental E165.
  - Potencia: 123 kW (170 HP; 167 CV)
- Hélices: Sensenich bipala de paso fijo
- Capacidad de combustible: 150 L; aceite: 9,5 L

### Rendimiento
- Velocidad máxima operativa (Vno): 260 km/h (162 MPH; 140 kt)
- Velocidad crucero (Vc): 240 km/h (149 MPH; 130 kt) a 93 kW (125 hp) y 230 km/h a 75 kW (100 hp) a nivel del mar
- Alcance: 1000 km (540 nmi; 621 mi) a 230 km/h
- Crucero económico: 190 km/h al 40 % de potencia
- Velocidad de aterrizaje: 79 km/h con flaps; 89 km/h sin flaps
- Consumo: 0,469 kg/km (1,664 lb/mi)

## Aeronaves relacionadas

### Aeronaves similares
- Globe Swift

### Secuencias de designación
- Secuencia PA-_ (interna de Piper): P-1 - P-2 - P-4 - PA-6/PWA-6 - PA-7/PWA-1 - PA-8/PWA-8 - PA-11 →